# Dwergvedermos
Dwergvedermos (Fissidens exilis) is een soort uit het geslacht vedermos (Fissidens).

## Kenmerken
Het zijn minuscule plantjes en in het bijzonder de kapseltjes vallen op. Kapsels zijn meestal aanwezig en worden vooral gevonden in de periode van december tot mei. 

## Ecologie
Dwergvedermos wordt evenals gekromd vedermos, waarmee het verspreidingsgebied grotendeels overeenkomt, voornamelijk langs de rivieren en in de kleigebieden gevonden. Het groeit in groene tot geelgroene losse zoden op vochtige, open klei en leem in loofbossen, parken, op dijken, braakliggende akkers, weilanden, greppels en langs sloten.

## Verspreiding
Dwergvedermos kent een kosmopolitische verspreiding. In Nederland is het een vrij zeldzame soort.

## Fotogalerij

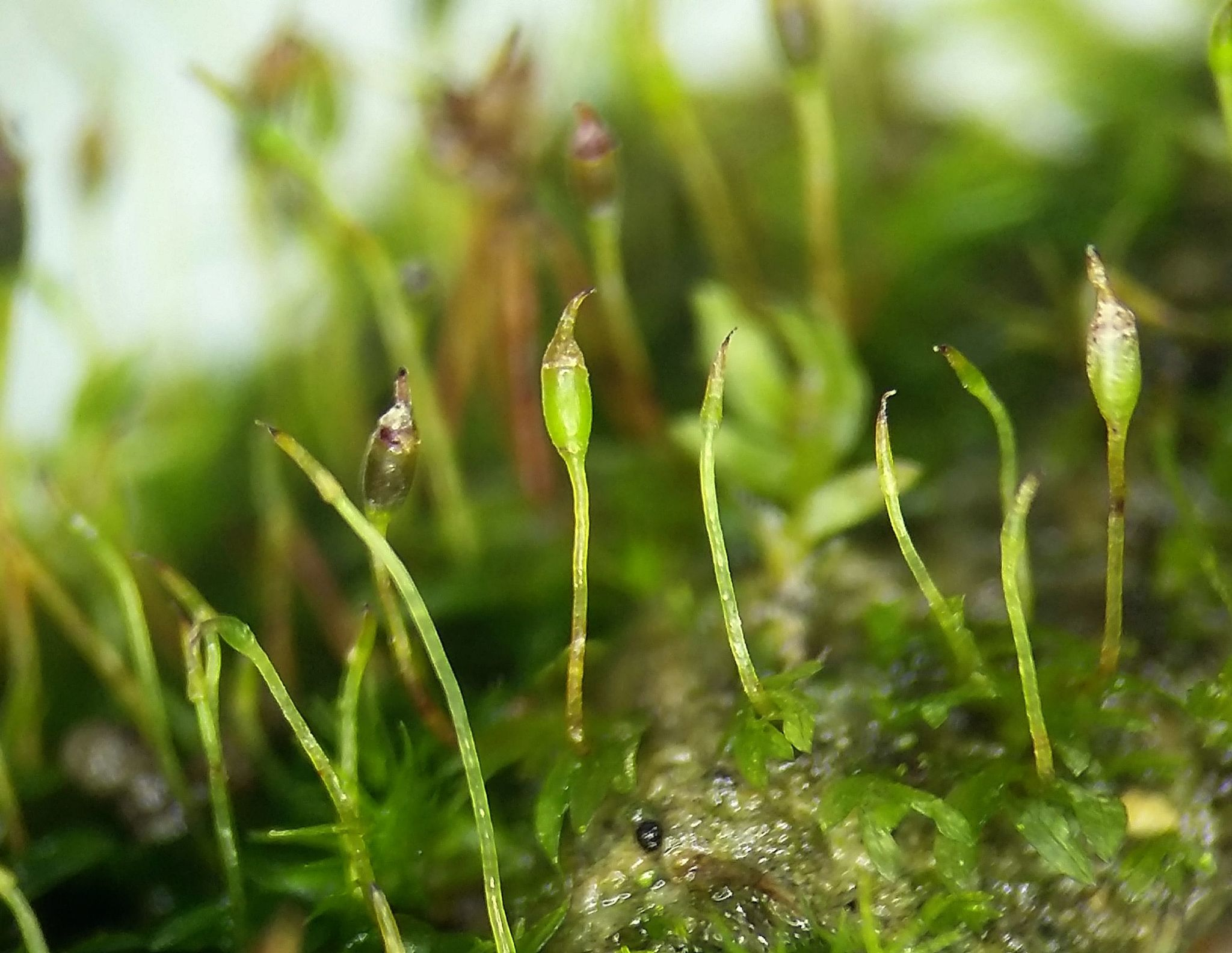
Sporenkapsels
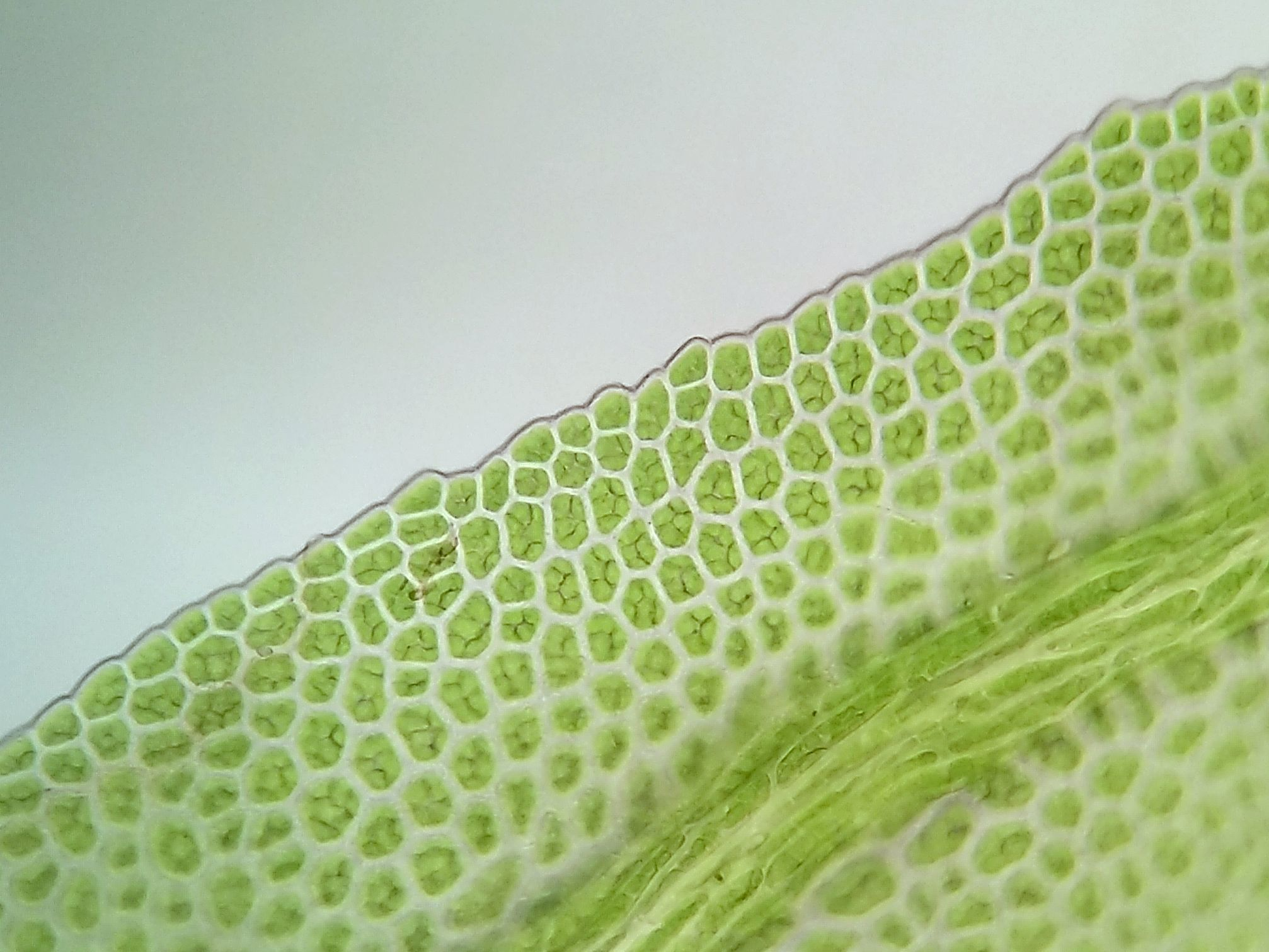
Bladcellen